# Regionalny Ośrodek Kultury w Katowicach
Regionalny Ośrodek Kultury w Katowicach był instytucją kultury samorządu województwa śląskiego oraz instytucją szkoleniową. Istniał od 2002 do 2016 roku. Siedziba Ośrodka mieściła się w Katowicach przy ulicy PCK 19. Uchwałą Sejmiku Województwa Śląskiego zadecydowano o połączeniu Regionalnego Ośrodka Kultury w Katowicach oraz Śląskiego Centrum Dziedzictwa Kulturowego w Katowicach w Regionalny Instytut Kultury w Katowicach (z dniem 1 czerwca 2016), a także o nadaniu statutu nowej instytucji.

## Zadania ROK
Zadaniem Regionalnego Ośrodka Kultury było wspieranie instytucji kultury, twórców indywidualnych, organizacji pozarządowych, jak również realizacja programów oraz doradztwo w zakresie działalności kulturalnej instytucji z uwzględnieniem aspektów artystycznych, prawnych, ekonomicznych i organizacyjnych.
ROK organizował szkolenia, kursy, warsztaty oraz różne wydarzenia edukacyjne, artystyczne, wspiera festiwale, konkursy i inne wydarzenia na terenie województwa śląskiego.
Regionalny Ośrodek Kultury w Katowicach był także wydawcą kwartalnika „Fabryka Silesia” oraz zajmował się działalnością Pogotowia Kultury.

## Zespoły zadaniowe
- Regionalne Obserwatorium Kultury
- Regionalne Laboratorium Kultury

## Stałe formy działalności
- Pogotowie Kulturalne
- Kwartalnik Fabryka Silesia
- Baza inicjatyw zewnętrznych oraz newsletter
- Partnerstwo. Współorganizacja przedsięwzięć – partnerstwo